# Пурицас
Пу́рицас (латыш. Pūricas ezers; Пу́рицу, латыш. Pūricu ezers; И́кулдас, латыш. Ikuldas ezers) — сильно эвтрофицированное озеро в Страупской волости Паргауйского края Латвии. Относится к бассейну Гауи.
Располагается на Идумейской возвышенности в Гауйском национальном парке. Уровень уреза воды находится на высоте 62,2 м над уровнем моря. Озёрная котловина продолговатой формы. Акватория вытянута в субмеридиональном направлении на 1,5 км, шириной — до 0,35 км. Площадь водной поверхности — 32,1 га. Средняя глубина составляет 1,3 м, наибольшая — 2 м. Подвержено сплошному зарастанию. Берега низкие, торфянистые, труднодоступные. Дно илистое. Площадь водосборного бассейна — 6,04 км². С восточной стороны вытекает Пурица, впадающая в Личупе — левый приток Браслы.